# Colonia del Sacramento
Colonia del Sacramento (běžně také jen zkráceně Colonia) je město na jihovýchodě Uruguaye. Leží na severním břehu Río de la Plata, zhruba 160 km od Montevidea a 50 km od Buenos Aires. Je hlavním městem departementu Colonia. V roce 2004 zde žilo 21 714 obyvatel.

## Historie
Město bylo založeno Portugalci již v roce 1680 a je nejstarší na území dnešní Uruguaye. Přítomnost Portugalců v blízkosti Buenos Aires ovšem vadila Španělům, kteří kolonizovali oblast okolo Río de la Plata. Během koloniálního období proto město několikrát změnilo svého správce – portugalské a španělské koloniální impérium.
Od roku 1995 Colonia del Sacramento figuruje na seznamu světového kulturního dědictví. Dobře zachovalé městské centrum je příkladem spojení portugalské i španělské koloniální architektury.

## Fotogalerie

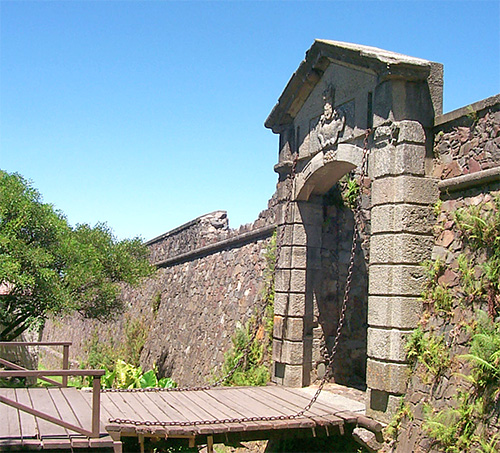
Původní opevnění města
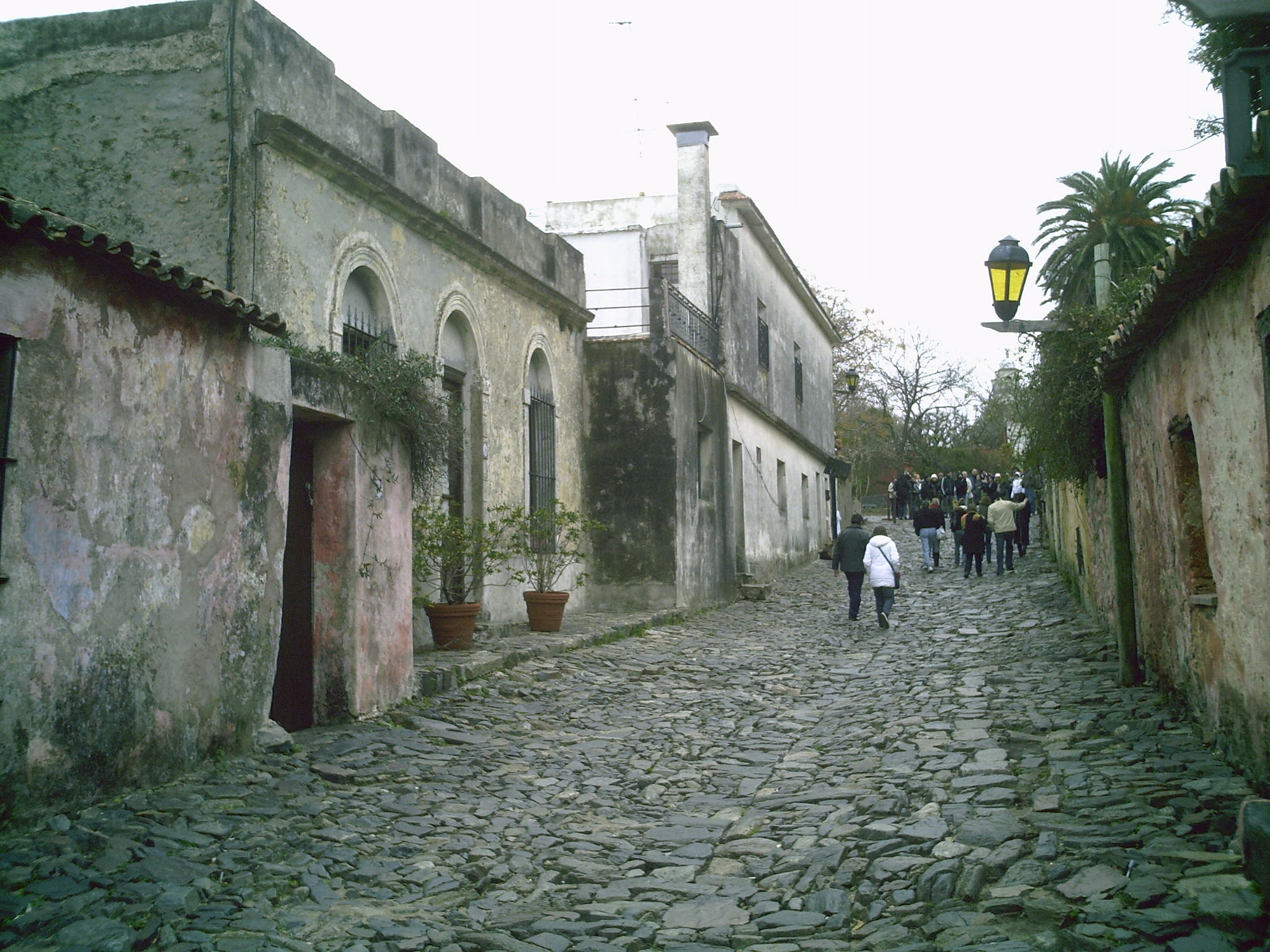
Jedna z ulic města
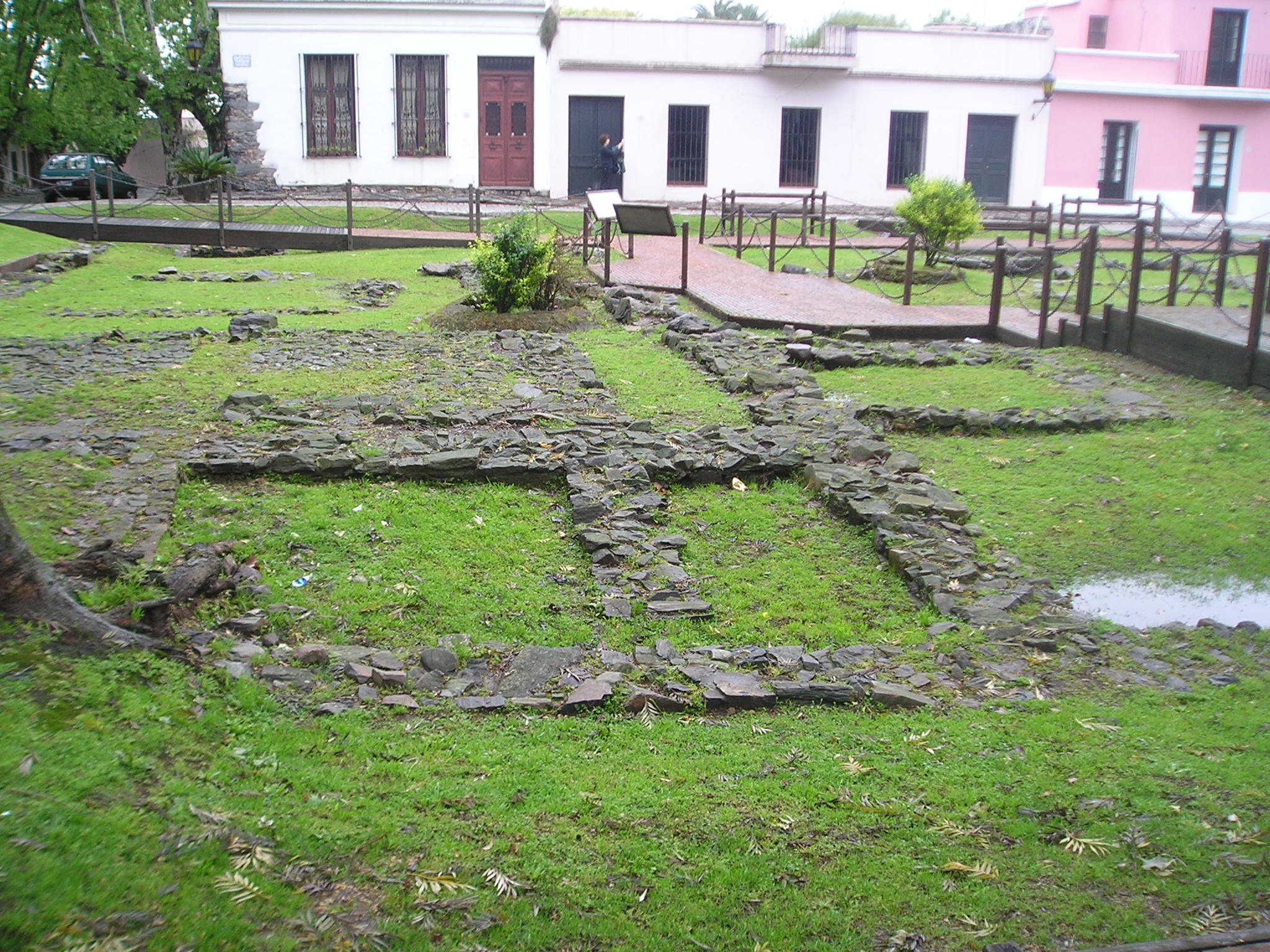
Ruiny guvernérova domu
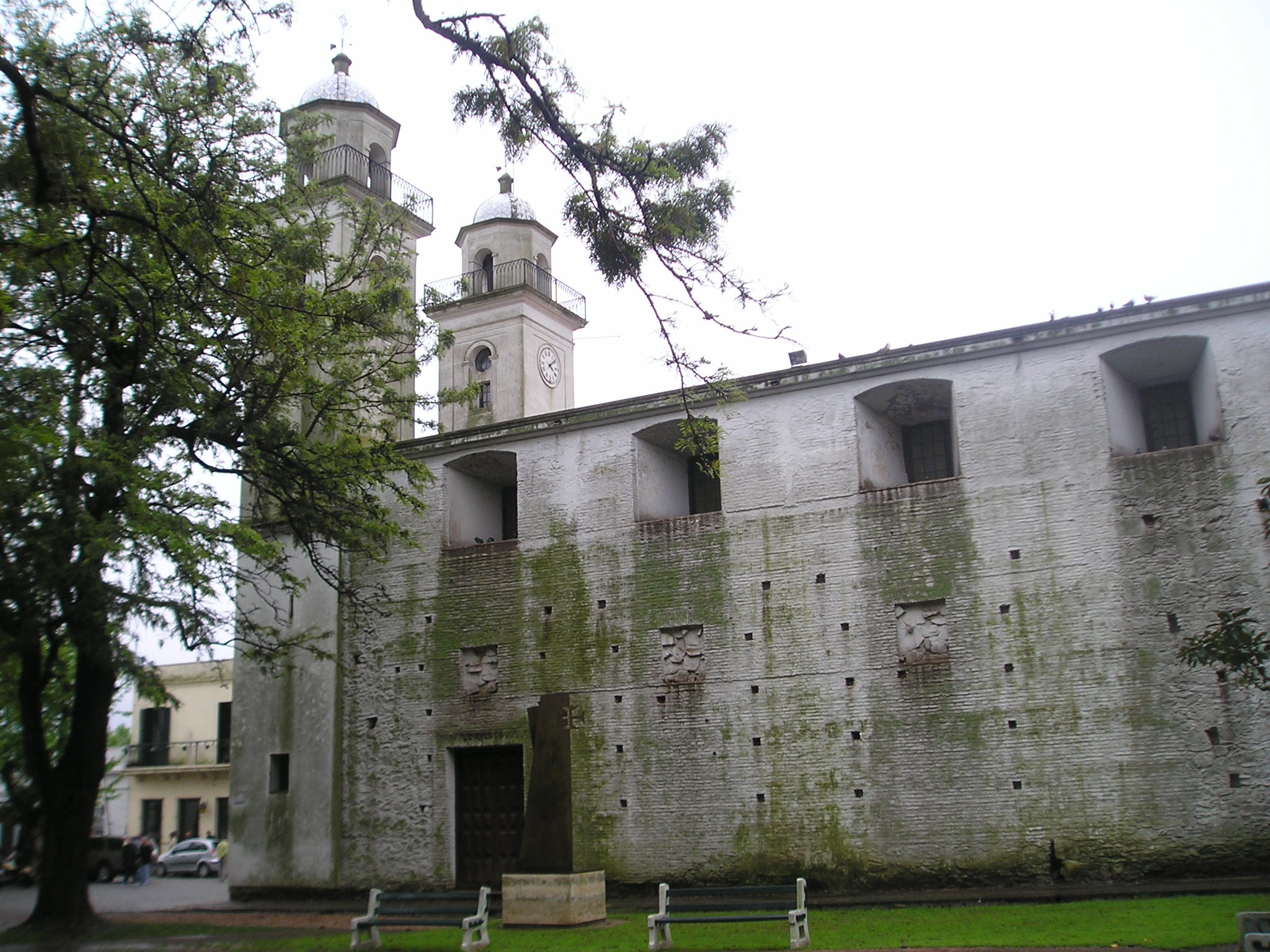
Zdejší katedrála